# 1. československá partyzánská brigáda Jana Žižky
1. československá partyzánská brigáda Jana Žižky (nesprávně uváděna jako Partyzánská brigáda Jana Žižky z Trocnova) byla největší vojenská jednotka, vedoucí partyzánský boj proti německým okupačním jednotkám v prostoru Protektorátu Čechy a Morava během 2. světové války.

## Název a velení
Její název je podobný názvu partyzánské brigády, vedené Teodorem Polou a působící na Slovensku od září 1944 do dubna 1945 jako Partyzánská brigáda Jana Žižky. Svůj používaný název jednotka oficiálně během války nikdy nezískala. Ušiakův partyzánský oddíl Jan Žižka vznikl samonazváním mezi  20. a 22. zářím 1944. Hodnost brigády získala také přejmenováním během ledna 1945. Z tohoto důvodu se přesněji v odborné literatuře používá název 1. čs. brigáda Jana Žižky na Moravě. Oddíl byl v říjnu 1944 reorganizován a rozdělen na další oblastní oddíly pod velením poručíka I. P. Stěpanova a kapitána Grekovského (Ševcova). Ty se následně dělily ještě na malé partyzánské skupiny. Paradesantní oddíl se postupně rozrostl na slovenské straně asi na 200–250 osob. Většina na Moravu nepřešla. Asi 60 osob se přesunulo na Moravu 28. září 1944 a zhruba stejný počet se nesouvisle probíjel na Moravu během 12. až 15. října 1944.  
„Brigáda“ zpočátku působila v Moravskoslezských Beskydech v oblasti hor Magurka, Trojačka, Kněhyně a v horské osadě Podolánky. V listopadu přešly rozdělené skupiny na Hostýn, Vsetín, Vizovice, Valašské Klobouky, Holešov a Valašské Meziříčí. Jejím prvním velitelem byl Ján Ušiak. Narodil se dne 5. října 1914 v Budiné na Slovensku. Do roku 1938 byl vojákem Československé armády, po rozbití Československa se vrátil na Slovensko do Bakty, která však připadla Maďarsku, a protože se mu nepodařilo získat slovenské státní občanství, musel narukovat do maďarské armády, se kterou bojoval na východní frontě. V roce 1942 přešel Ján Ušiak na stranu Ruska. Do Protektorátu Čechy a Morava se vrátil již jako partyzán. Po dvou neúspěšných pokusech o překročení protektorátní hranice se Ušiak dostal přes hranice definitivně 13.–14. října 1944 za pomocí domácích vlastenců. Odboj vedený Ušiakem a Ušiakova násilná smrt tvoří podstatu partyzánského hnutí na Čeladné.

## Výsadek desantu a složení
Jednotka byla zformována v Obarově u Rovna, kde sídlil čs. výcvikový prapor. Celý výsadek měl celkem 20–21 členů a byl ve dvou vlnách 21. a 30. srpna 1944 vysazen u Martina v obci Sklabiňa na Slovensku před počátkem Slovenského národního povstání. Zde sídlil štáb nadporučíka P. A. Veličky partyzánské 1. čs. brigády M. R. Štefánika. Zatímco první část desantu vedl por. Jan Ušiak, druhé velel D. B. Murzin. Součástí výsadků v tomto období byla také skupina Teodora Poly, která byla vysazena 27.–28. srpna a vytvořila partyzánskou brigádu Jan Žižka, která působila na Slovensku. V Ušiakově skupině bylo sedm Rusů a čtrnáct Slováků. Velitelem oddílu byl pověřen třicetiletý por. Ján Ušiak, velitelem štábu kpt. Dajan Murzin a politickým komisařem byl Alexander Turský. Skupina pod velením Ušiaka se stala součástí Veličkovy brigády a rozrostla se po přechodu do Kantorské doliny. Ušiakova skupina do bojů u Strečna stejně jako Veličkova nezasáhla, přestože se jí měla zúčastnit. Za přesně neobjasněných okolností byla velitelská skupina nečekaně přepadena ve Vrůtkách u Žiliny německým tankem a dalšími vojáky dne 5. září při průzkumu linie povstalecké fronty. Při této první důležité průzkumné akci byli těžce zraněni dva ruští vojáci – P. Morozov a V. Nikolajev. Poté skupina působila krátce v Martině a zřejmě večer 5. září obdržela radiogramem rozkaz z Kyjeva k zaujetí nového operačního prostoru na Moravě. Zde měla rozpoutat partyzánské boje. Tím měla splnit zejména politický cíl zahraničního odboje československých komunistů v Moskvě a v ideálním případě pomoci plánovanému tzv. Valašskému povstání proti fašismu.
Složení Ušiakova desantu: velitel – poručík Ján Ušiak, náčelník štábu a poradce – kpt. Dajan Bajanovič Murzin, zástupce velitele pro zpravodajskou činnost – npor. Pavel Morozov, velitel diverzní skupiny – por. Pavel Kudelja, zástupce náčelníka štábu – Martin Valaštiak, politický komisař – des. Alexander Turský, starší radista – Vladimír Kolomackij, radistka – Alexandra Timochovová, lékař – Ablaiz Latypov, rozvědčík – Valentin Nikolajev.
Mužstvo: Ondřej Melek, Ján Kolodžej, Michal Dupkala, Štefan Petruš, Ján Segeč, Jozef Michálek, František Tkáč, Michal Masaryk, Josef Nemec, Ján Sčur, František Ralbovský.

## Formování oddílu
Oddíl se přesouval jako samostatný útvar v počtu 50–60 osob od 6. září nákladním a osobním automobilem z Martina přes Fačkov na Rajeckou dolinu, kde se přidali vojáci čet. Vendelína Budaje. První stanoviště bylo v Rajci, kde oddíl zůstal do 9.–10. září a byl zde také posílen o mladé členy 2.čs.brigády M.R. Štefánika npor. Viliama Žingora a Popova. Dne 10.9. 1944 vydalo velitelství brigády leták určený českému pohraničí, v němž byl lid vyzván k boji s nacisty: „Vláda čs.republiky vás volá. Volá vás i vojenské mise v Moskvě a partyzánský hlavní stan v Kyjevě jménem poslance Slánského. Volám vás, abyste bili nacistické Frice, kde můžete. Jděte do lesů, chápejte se zbraní, a vyžeňte s partyzány vrahy české samostatnosti. Partyzánské oddíly přijdou z bojujícího Slovenska k vám. Poskytujte jim potraviny, dáváte je svému lidu. Informujte partyzány o všem, co podnikají nacisté a jejich přisluhovači, a upozorněte je na nekalé a zrádné živly. Občané! Partyzáni vás nepřicházejí okrádat, když vás však poprosí o kus chleba, darujte jim jej. Darujte jim jej s láskou jako svým a pro sebe. Nebojte se msty okupantů. Každé bezpráví bude pomstěno i s úroky!”
Poté se oddíl přesunul automobily na Domanižu a odtud pokračoval víc než 20 km pochodem přes Prečín – Bodiná – Vrchteplá a usadil se v osadě Dolina. Zde bylo nutné provést průzkum přechodu železniční trati a především komplikovaný tok řeky Váhu. Připojila se skupina Jozefa Kavčiaka a následný pokus o přepadení strážní jednotky 12. září u Povážské Teplé se nezdařil. Přesun oddílu přes řeku Váh byl složitý. Hlídky byly rozestavěny v délce 3 km v prostoru mezi Velkou Bytčou a Povážskou Teplou. Část mužstva využila převozníků u Plevníka, Mikšové a Predmieru. Přeprava započala v noci 13. září a trvala až do časných ranních hodin 14. září. Zbytek oddílu se musel přebrodit u Beňova a poté se oddíl sešel u Podváží. Během dalších dnů se pohyboval u Papradna a Dolní Marikové.

## Němčákova hájenka ve Štiavniku
Když celý oddíl bez úhony překročil Váh, 16. září 1944 zbudoval nové velitelské stanoviště asi čtyři kilometry od moravských hranic v Nemčákově hájence ve Štiavniku.
V tomto prostoru oddíl setrval delší dobu a připravoval se k překročení hranic. Během tohoto období provedl oddíl opakovaně úspěšné přepady četnických stanic v Horní Marikové a Papradné a získali několik zbraní, uniforem a přikrývek. Poté provedli několik průzkumných akcí v Slovensko–moravském pohraničí v Malých a Velkých Karlovicích.
Z hlášení podanému četnickému velitelství v Brně: „Dne 17. září partyzáni navštívili okolo šesté hodiny večer hájenku v Makově a hájenku Anny Podešvové ve Velkých Karlovicích. Hajnému Rudolfu Pavelkovi dal velitel skupiny potvrzení o odebrání zbraní psané azbukou.“ Na druhý den došlo k další návštěvě hájenky Valcháře, kde se střetla s hlídkou německé stráže a došlo k malé přestřelce, při které nebyl nikdo zraněn. Tato událost je doložena ve služebním hlášení podaného celníky dne 18. září. Ještě ten samý den státní ministr pro Čechy a Moravu K.H. Frank dokonce osobně píše samotnému vůdci A. Hitlerovi o přijetí. Docházelo k dalšímu formování a posílení Ušiakova oddílu o neozbrojené dobrovolníky, ale také ruské vojáky, kteří uprchli ze zajateckých táborů a přešli přes hranice z Velkých Karlovic a Horní Bečvy a stali se z nich později na Moravě velitelé oddílů a jejich čet. Byli to zejména Ivan Stěpanov, Petr Moskalenko, Alexandr Kotljarov, Vasilij Nastěnko, Petr Buďko, Pavel Pimenov, Viktor Grekovský a Fjodor Zimin. Některé chlapce z Valašska poslal Ušiak zpět, aby navázali kontakt s odbojem a zařídili přechod hranice. Během pobytu ve Štiavniku docházelo také k násilnostem a krádežím, které se Ušiak snažil řešit a opakované přestupky přísně trestat. Velitel měl dostatek financí a tak i za jídlo občanům platil, prováděl politickou agitační činnost a zajišťoval základní vojenský výcvik branců. Byly také vytvořeny sklady různého materiálu a potravin.

## Přepadení pohraniční stanice Malých Karlovic
K první diverzní akci partyzánů došlo 22. září ráno 3:30 v Podťatém – údolí Tísňavy. Přesun asi třicetičlenné jednotky do Malých Karlovic byl spojen s velkými obtížemi. Velitelé si zajistili převaděče až z moravského území. Během pochodu na slovenské straně se v noci oddíl několikrát roztrhl, rozplynul a sešel opět na stejném místě. Autentická výpověď událostí Josefa Bartoška převaděče z Karlovic. „Jednou mne partyzáni vzbudili kolem půlnoci a žádali, abych je dovedl k finanční stanici v údolí Tísňavy. Neušli jsme pozornosti hlídek se psovody. Ozvaly se první výstřely. Partyzáni vyzvali celníky, aby se vzdali, že jsou obklíčeni. Němci však výzvy nedbali a začali střílet. Střelba byla partyzány opětována.“ Překvapení celníci nakvap opouštěli budovu a kryli se v blízkém potoce. Při přeběhu silnice byli někteří zasaženi. Přestřelka trvala asi půl hodiny, když celníci vystřelili světlici pro pomoc. Podle policejního hlášení z druhého dne byli dva těžce a jeden lehce zranění celníci převezeni do nemocnice ve Vsetíně. Velitel stanice Friedrich Schumacher následkům střelného poranění podlehl 29. září ve vsetínské nemocnici.

## Přestřelky na Světlé
Po této neobjasněné a velitelsky nezvládnuté akci se partyzáni rozhodli překročit státní hranici jako jeden organizovaný celek čítající asi 200 osob, jehož většina nebyla ničím ozbrojena. Murzin údajně Ušiaka varoval, že početní stav je k takovéto důležité akci příliš velký a přinese komplikace. Dne 24. září v podvečerních hodinách po nezbytných přípravách na přesun, vydal velitel rozkaz k nástupu celého oddílu a k definitivnímu odchodu ze Štiavniku. Na státní hranici partyzáni složili přísahu a zazpívali státní hymnu. Po překročení hranice se partyzáni vydali směrem do Velkých Karlovic, do prostoru údolí Podťatého. Po několikahodinovém namáhavém pochodu vyloupili partyzáni hájovnu německého občana Františka Pietsche. Německé hlášení: „Okolo 10 hodiny vtrhlo asi 20 ozbrojených partyzánů do domu Alexandra Pietsche. Partyzáni odcizili mu jednoho koně, jednu krávu, dvě jalovice, jedno tele, jednoho stokilového vepře, dále všechny šaty, ložní prádlo, veškerou obuv, šest loveckých zbraní, dalekohled v celkové škodě 80 000 Kč.“ Při rabování hájenky a odvádění dobytka, byli partyzáni zpozorováni německou pohraniční hlídkou. Došlo ke krátké přestřelce při které se pohraniční stráž rozutekla, protože měla jen pistole. V 10.50 žádali celníci od Polanských o pomoc místní četnickou a pohraniční stráž umístěnou na Horní škole. Kolona vozidel a motocyklů z měšťanské školy, posílená o jednotku SD z Nového Hrozenkova, byla přepadena kulometnou palbou a protitankovou puškou v 11.05. Poté přijela další posila SD Ruhsam z Horní Bečvy a následně ze Starých Hamrů a vznikl první ozbrojený konflikt na území Moravy, který v nesouvislých přestřelkách trval do 13 hodin. Výňatek z úředního hlášení hlavní četnické stanice ve Velkých Karlovicích ze dne 25. září 1944: „Pod auto Miroslava Sczurka převážející naše posily byl vhozen ruční granát, auto bylo poškozeno a další jízda nemožná. Na témž místě byl ručním granátem zničen také motocykl. Přestřelku vedlo 50–80 partyzánů a trvala od 10.00 do 13.00 hod a po příchodu posil SD, SIPO a Wehrmachtu kolem 14.00 přešla v jednotlivé srážky.“ Destrukci vozidel statečně provedl jeden z nejlepších a nejodvážnějších partyzánů Stanislav Koza z Pustiměře. Podle německého hlášení bylo celkem zraněno 20 osob z toho čtyři civilisti, kteří byli donuceni použít k přepravě popelářský automobil. Velmi těžce zraněno 5, (Misroslav Szcurek ze Vsetína amputace nohy), 4 těžce a zbytek lehce. Při tomto ozbrojeném konfliktu byla střelami podpálena také stodola a stáj Cyrila Podešvy č.193 kterou se ani hasičům nepodařilo uhasit. Shořelo 2 tuny sena, 2 tuny slámy, postroje, povozy, pluhy a jedno 70 kg prase. Celková škoda vyčíslena na 50 000 Kč.

## Boje na Pindulském sedle
Odpoledne po 14 hodině přijelo do Podťatého prostoru u Polanských mnoho automobilů a další četné nové posily. Německé síly seskupily bezpečnostní složky zejména několik čet wehrmachtu ze Vsetína, které přijely vlakem. Podle hlášení dorazila posila z Frýdku – Morávky–Raškovic a z Krmelína u Paskova. Podle literárních zdrojů dojely posily také SD Ruhsam z Rožnova, SIPO z Valašského Meziříčí, Nového Jičína, Frenštátu a služebny z Bílé. Rozdílně ozbrojené německé jednotky se rozdělily do třech hlavních údolí horní části Podťatého – Lopušánek, Noclehů a Kubání. V údolí Kubání směrem na Lemešnou–Pindulu došlo k největšímu ozbrojenému konfliktu s partyzány na území Protektorátu až do příchodu osvobozeneckých vojsk na jaře 1945. Partyzáni úspěšně odráželi necelé dvě hodiny německé útoky. Díky početní a zejména palebné převaze Němců se partyzáni museli vrátit zpět do slovenského Štiavniku, směrem přes Pindulské sedlo. Podle německého hlášení kladlo odpor okolo 50–80 partyzánů rozdělených do několika skupin. Počet německých jednotek není oficiálně znám, podle místních zdrojů se mohl pohybovat okolo 200–300, ale část byla ve vedlejším údolí Lopušánky a Noclehy. Po 16 hodině však hrozilo oddílu obklíčení směrem od Kopanic, kde postupoval početný oddíl Wehrmachtkompanie z Makova. Ústup partyzánů trval až do pozdních odpoledních hodin. Poslední části seskupení ustupovaly a kryly ústup přes hřeben Javorníků až do úplného setmění. První německé telefonické hlášení o výsledku operace 19.35 Během bojů zahynul pouze jeden slovenský partyzán, který obsluhoval těžký kulomet. Byl jím Alexander Zábojník z obce Turie u Žiliny. Zraněno bylo přibližně šest partyzánů a do zajetí se dostal Josef Hurdálek, který nestačil dostihnout ustupující oddíl. Alexander Zábojník podlehl těžkým střelným poraněním při transportu místní části Na Baltově – Čierná voda. Německé hlášení SD Ruhsam z Velkých Karlovic uvádí 14 zraněných osob a 4 civilisty. Podle archivních materiálů velitel celníků od Polanských Paul Weiss následkům střelných poranění podlehl ve vsetínské nemocnici dne 6. října a je pochován v samostatném hrobě v Novém Hrozenkově. Podle místních ústních i literárních zdrojů raněné Němce sváželi z Kubání – Pinduly autobusem.

## František Tomek a přechod na Moravu
Menší část partyzánů asi 60 osob nejlépe vyzbrojených chlapců a hlavní část desantu se pod velením kapitána Rudé armády,Tatara Dajana B. Murzina z Baškortostánu, dostala díky převaděčům z Karlovic bratry Bartošky a učiteli z Prostřední Bečvy Františkovi Hašovi, bez konfliktu na Moravu v noci z 28. na 29. září. Na památku této významné události byl postaven na státní hranici pomník na Lemešné–Pinduli, kde se rozdělují Javorníky a Vsetínské vrchy. V době přechodu této skupiny, ve středu 28. září, došlo k odvážnému hrdinskému činu teprve osmnáctiletého karlovského kominického tovaryše Františka Tomka. Podařilo se mu projít přes zdvojené německé stráže měšťanské školy a uložit do komínu časovanou nálož. Bývalá horní škola (měšťanka, dnes obecní úřad) byla v té době stanovištěm německých celníků, pohraniční stráže a oddílu Einsatzkommanda SD Ruhsam. Výbuch časované nálože 18:30 měl odlákat pozornost na státní hranici a uvolnit cestu Murzinově oddílu. Tlaková vlna silného výbuchu sice pouze vybila všechna okna od přízemí až do druhého patra, ale vyvolala u strážní hlídky a velitelů dokonalý zmatek. Při výbuchu nebyl nikdo zabit ani zraněn, poněvadž německé jednotky v tomto čase nebyly v objektu přítomny a sledovaly filmové představení v kinosále u Prcínů – Potockých.

## Karl Hermann Frank ve Velkých Karlovicích
Zpráva o výbuchu ve škole a o úspěšném přechodu partyzánské skupiny se velmi rychle roznesla po celém okrese. Akce měla zejména silný morální účinek na všechny Němce. Karlovice se staly tak pověstné, že se na ně přijel nečekaně, hned na druhý den po výbuchu, podívat státní ministr pro Čechy a Moravu K. H. Frank. Rozzuřený „krvavý pes“ chtěl obec vyhladit jako Lidice nebo Ležáky. Nedokázal pochopit, jak si vůbec někdo mohl dovolit něco tak neslýchaně troufalého. Asi málokdo z velitelů partyzánů si tenkrát domyslel možné dopady pro karlovské obyvatelstvo.
Člen Obrany národa Jozef Mach promluvil osobně s Frankem a argumentoval tím, že pouze obklíčení katastru Karlovic o velikosti Brna ze všech směrů by vyžadovalo přesun obrovského množství vojáků i techniky. Přesuny několika divizí by rozhodně neunikly pozornosti a v konečném důsledku by uteklo mnoho obyvatel, kteří by se postavili proti Němcům. Mach připomněl, že přesuny by musely probíhat v hlubokých lesích, což byl podstatný argument. Němci pohyb po lese doslova nenáviděli a báli se deset metrů po vstupu do lesa. Dalším argumentem bylo, co to způsobí z lidského hlediska, zda je lépe udržet křehkou koexistenci nebo riskovat nárůst partyzánského hnutí. I přes tyto skutečnosti Frank údajně zvažoval možnost vypálení pohraničních samot a veřejných popravách každého desátého muže! Podle místních zdrojů si Frank vyžádal všechny policejní hlášení z Karlovic na pobočce gestapa. Poté si prohlédl místa bojů v Tísňavách a v Podťatém na Světlé a na Pinduli. Protože se nepodařilo nashromáždit dostatek důkazů o odbojové činnosti, Frank od svého původního drastického plánu upustil. Následně odjel do Zubří, kde bylo nejvíce hlášení o přítomnosti partyzánů. Zde se obětí Frankovy perzekuce stala rodina Holišova, která byla vyhnána z domu, zabaven veškerý majetek a členové odesláni do koncentračního tábora.
Na základě těchto událostí Frank počátkem října posílil jednotky pohraniční stráže SD Ruhsam ve Velkých Karlovicích o speciální silně vyzbrojenou jednotku Z.b.V 1 z Holešova Obst.SS Ericha Heineckeho. Tvořilo ji 32 silně ozbrojených mužů, se speciálním výcvikem, kteří měli za úkol řešit především vojenské konflikty s partyzány. Mimo tuto četu plukovník Georg Attenberger uvolnil dalších 68 příslušníků tzv. Jagdkommand – pohraničních hlídek se psovody. Dále byla posílena pohraniční stráž v sousedním Novém Hrozenkově a také pohraniční stráž na Horní Bečvě. Dne 15. října vydal Frank vyhlášku obyvatelstvu pro pohraniční oblast, tzv. Opatření sebeobrany.

## Rozdělení oddílu
Na základě rozhodnutí kpt. Murzina byl počátkem října oddíl rozdělen na tři části pravděpodobně po 16–20 lidech. První skupina Stěpanova s Moskalenkem přešla s Františkem Malinou přes Bečvy do Rožnova a Zubří a navázala kontakt s partyzány v Zašové, které tvořili sovětští zajatci. Zahájili činnost a společně přepadli tři četnické stanice. Pravděpodobně 6. nebo 7. října navázali kontakt s vojenským štábem Josefa Sousedíka prostřednictvím škpt. Viktora Kollandy a por. Františka Juppy na Prženských pasekách nad Kateřinicemi. Stěpanov započal od 16. října ničit železnice u Valašského Meziříčí. Druhý oddíl Viktora Grekovského s Pimenovem odešel také do Hošťálkové a kontaktoval 6. října Jaroslava Češka, který s bratry a ruskými zběhy na návrh Františka Juppy začali spolupracovat s odbojovými skupinami „Pro vlast“. U zrodu tohoto oddílu stáli sovětští zajatci Timofej Makějev, Trofim Bašmanov, Alexej Kolibjanin a Michail Kasumov, kteří se v červenci 1944 objevili v Hošťálkové poté, co se jim oběma podařilo uprchnout z pracovního nasazení v metalurgickém závodě Herrman Göring v Bamberku. Za pomoci Jaroslava Češka si vybudovali úkryt v lese poblíž obce. Poté se přesunuli na Slovensko, ale v polovině srpna se znovu objevili v Hošťálkové společně s Aloisem Havlíkem a Karlem Vaňkem. Se skupinou partyzánů odešel také kpt. Petr Buďko, který začal organizovat odboj v okolí Prlova a Valašské Polanky.

## Tragédie ve Štiavniku
Většina oddílu převážně mladých chlapců beze zbraní a výcviku setrvala na slovenské straně až do 11.–13. října, neboť vyslaný poručík Vasilij Petrovič Nastěnko při cestě zpět narazil na pohraniční stráže a v lesním terénu zabloudil. Na druhý den 11. října byl Ušiakův štáb a úkryt na hájence Josefa Němčáka ve Štiavniku prozrazen a přepaden bezpečnostními složkami ze Žiliny. Obyvatelé domů byli nemilosrdně vyhnáni z domů a ihned byly provedeny důkladné kontroly stavení zda se v nich neukrývají partyzáni. Celkem 19 domů včetně hájenky bylo až do základů zcela vypáleno. Obyvatelům těchto domů nebylo dovoleno si zachránit jakékoliv osobní věci. Při střetu s Němci padlo ve Štiavniku osm partyzánů jejichž totožnost se nikdy nepodařilo zjistit a jsou pochováni na místním hřbitově. Celkový počet obětí mohl být ale vyšší, neboť konflikt trval téměř tři dny.
Ušiakova skupina se chaoticky roztříštila a německými jednotkami byla téměř celá rozprášena. Improvizované skupinky Martina Valaštiaka, Ondreje Meleka s radisty, skupina Josefa Vávry-Staříka a Františka Mola s Janem Ušiakem, se velmi komplikovaně probíjela lesním terénem Vysokých Javorníků směrem na Moravu. Větší část chlapců bez zbraně a výcviku oddíl opustila. Někteří členové výsadku vyslaného z Ukrajiny, však rovněž zůstali na Slovensku, čímž neuposlechla rozkaz vydaný ukrajinským štábem v Kyjevě. Při přechodu na Moravu, bylo několik partyzánů zatčeno pohraniční stráží z Velkých Karlovic. Např. Ján Jurčo, Karel Bubla ze Žamberka se s oddílem Ušiaka zřejmě vůbec nesešli a při návratu zpět na Moravu byli zadrženi. Václav Zaňka byl postřelen a zemřel na následky zranění ve Zlíně. Dne 9. listopadu byli společně se škpt. Viktorem Kollandou a Štěpánem Králikem z Bratčic u Brna veřejně popraveni před školou na Dolní Bečvě.
Ušiakova skupina se na Moravu dostala zřejmě 12.–13. října a nejdříve našla úkryt na osadě Lhotsko pod Kladnatou, kde pobývala v domě Františka Tkáče, jeho sestry a Františka Chovančíka. Partyzáni našli později také pomoc u místních hajných Faldyny, Kurečky a Kubaly a také Bártka, Němce a Žitníka. Ušiakův oddíl se setkal s Murzinovou skupinou mezi 14.–15. říjnem na chatě pod Magurkou, kdy spojenecké letadlo omylem shodilo na stanoviště několik pum, protože pilota zmátly uniformy slovenské policie. Radisté Kolomackij a Timošenková ztratili při přechodu hranic napájecí dynamo radiostanice a partyzáni tak ztratili spojení s velením v Kyjevě. Přesné údaje o počtu ozbrojených osob v tomto okamžiku nelze věrohodně doložit a odhadují se okolo 80 osob.

## Wolfram a Trojačka
Další stanoviště štábu na Moravě byl na Trojačce v chatě Klubu českých turistů Během 14.– 16. října se velitel oddílu Ján Ušiak sešel s kpt. Otiskem velitelem paraskupiny Wolfram – vyslanou exilovou vládou v Londýně, který doporučil oddíl z Magurky přemístit, protože Němci mohli hledat místo dopadu leteckých pum. Z tohoto důvodu uvolnil Ušiakovi chatu KČT na Trojačce. Tento výsadek měl převzít velení a koordinaci vojenského odboje na východním Valašsku. Po absolutní ideové, lidské a kvalitativní neshodě se musel Otisk vzdát snahy převzít velení všech odbojových skupin lokalizovaných zejména na Valašsku. Ušiak doslova uvedl: „Mně nebude žádný Beneš diktovat, kde já budu bojovat.“ Zbytek spojeného oddílu se poté rozdělil na další skupiny a Wolfram ukončil svou bojovou činnost předáním 100 000 korun Ušiakovi. Po incidentu Stanislava Kotačky a jeho loupežné vraždy rtn. Josefa Bierského dne 19. října, došlo dne 22. října k přepadení úkrytu. Místo bylo prozrazeno Kotačkou a časně ráno 4:30 došlo k útoku jednotek SIPO Ruhsam z Rožnova, Starých Hamrů a ZbV z Velkých Karlovic. Zhruba 80 partyzánů se šťastně zachránilo díky přízemní mlze a jedné jejich skupině Stanislava Kozy, která se náhodou vracela zpět a vpadla útočícím Němcům do týlu. Asi tři německé roty ztratily orientaci a střílely také proti sobě. Partyzáni měli několik raněných a ztratili většinou svých zásob munice, jídla a dalšího proviantu. Zranění byli ošetřeni na novém stanovišti Wolframu na Samčance, kde se nacházel také zpravodajský oddíl kpt. Nisčimenka. Koncem října onemocněl Dajan Murzin a byl jeden den léčen v Podolánkách na Znajce u Jindřicha Tkáče doktorem Vladimírem Vašíčkem ze Starých Hamrů.
Po další ztrátě na Trojačce vybudovali partyzáni pod vrcholem Kněhyně společně s občany z Čeladné zemljanku a bunkr. Záchytným bodem a štábem oddílu byl hostinec na Martiňáku. V této složité situaci bylo nutné shánět nové potravinové zásoby a právě čeladenští řezníci Oldřich Machander a Karel Vinkler pořádali černé zabíjačky a partyzánům dodávali maso a další potraviny. Ušiak oddíl rozdělil na půlku a určil nová místa na úpatí Kněhyně a v prostoru Rožnova pod Radhoštěm. Partyzáni byli gestapem zaměřeni prostřednictvím konfidenta vsetínského gestapa Jana Dvořáka již od jeho pobytu ve Štiavniku.

## Ztráta velitelů
Ve středu 2. listopadu okolo 11 hodiny došlo v prostoru Kněhyně – Čertova mlýna ke schůzce s novými údajnými členy KSČ Miroslavem Jaškem a Vladimírem Hofmanem. Celý prostor měl za úkol zajistit Murzin, Nastěnko, Stanislav Koza, František Molo, kulometčíci Jozef Kavčiak a Čuriak. Tito zahlédli německou hlídku, ale když odešla mysleli, že je vše v pořádku. Nové členy z Ostravy přiváděl krejčí Bohumil Jakeš  z Velkých Karlovic a Jozef Kubáň z Martiňáku. Po prvním kontaktu byl zahájen nečekaný přepad hlídkou Ruhsam, které v daném prostoru prováděla preventivní obchůzku. Strhla se prudká přestřelka, při které Murzin s Ušiakem vystříleli svoje zásobníky a ručními granáty si uvolnili cestu. Ušiak utrpěl pětinásobný průstřel obou předloktí a náčelník štábu Dajan Bajanovič Murzin byl postřelen do nohy. Murzin se zraněnou nohou se musel plížit a ze srázu spadl v bezvědomí do potůčku a Němci zřejmě mysleli, že je mrtvý. Pomoc našel až druhý den o půl třetí ráno na Znajce u Jindřicha Tkáče a Jana Křenovského. Lehce zraněn při přepadu byl také Nastěnko.
Odpoledne mezi 13.50 – 14.15 proběhl další přepad hlídky Ruhsam, která odhadla počet ozbrojených partyzánů na 45. Ján Ušiak se ukrýval v lese a až v podvečer okolo 18 hodiny se těžce raněný dostal do hostince pod Martiňákem. Odtud byl okolo osmé hodiny transportován do chalupy u Macurů kde mu Jan Dvořák musel odpřisáhnout, že není zrádce a konfident. V noci byl převezen řeznickým autem Karla Vinklera do domu Machandrů v Čeladné. Zde byl ráno ošetřen lékařem Oldřichem Friedlem, který z důvodu hrozící sepse a vysoké horečky nařídil okamžitý převoz do nemocnice. Ostravské gestapo se o zranění Ušiaka dozvědělo od Jaška, který se na Martiňáku setkal s Dvořákem. Služebna ze Starých Hamrů zahájila v Čeladné domovní prohlídky, poté kdy byl zajištěn zraněný partyzán Karel Šuchta, který hledal ráno pomoc v lesním revíru v Čeladné. Ostravské gestapo dokonce připravilo pro Ušiaka nemocniční hospitalizaci a poté tajné doléčení v bytě u Nogolů přímo v Ostravě. Protože se zraněné velitele spolubojovníkům nepodařilo najít dne 3. listopadu Ondrej Melek s radisty s Kavčiakem a dalšími odešli na Rožnovsko.
Někteří partyzáni však rozkaz Meleka neuposlechlo a odmítlo opustit svůj bunkr pod Kněhyní. Bunkr byl Němci zjištěn 10.30 a partyzáni také věděli co jim hrozí, ale vybrali si statečnou smrt. V poledne byl bunkr přepaden kulometnou palbou, když zahynuli čtyři partyzáni. Identifikováni byli pouze dva. Učitelka rytmiky z Olomouce Růžena Valentová a Boris Rabenstein z Užhorodu. Zajati byly dva partyzáni. Jeden byl Němci umučen na místě a postřelen do páteře a zajat byl také velitel rozvědky a ženista jeden z nejlepších členů oddílu Stanislav Koza.

## Smrt velitele Jana Ušiaka
Němci 3. listopadu 1944 před polednem po standardní prohlídce obklíčili dům Machandrových. Těžce raněný Ušiak, aby se nedostal do rukou Němců, splnil partyzánskou přísahu a ukončil svůj život výstřelem z pistole. Společně s Ušiakem se v domě ukrýval konfident Jan Dvořák, který se Němcům vzdal a následně udal všechny osoby napojené na partyzány. Na základě této události Frank vydal pohraniční policii zvláštní nařízení tzv. Sicherheitspolizeilich durchgearbeitet o rychlém řízení a přísném potrestání každého kdo poskytne jakoukoliv pomoc partyzánům. Veškeré důkazní řízení jakož i obhajoba byla zrušena tzv. Sonderbehandlung a v pohraničí měli být zatčení neuniformovaní banditi po krátkém výslechu na místě pro výstrahu veřejně pověšeni. Těla měla být střežena po dobu 48 hodin. Povolení k exekuci si měly policejní složky u něj telefonicky vyžádat. Součástí nařízení také bylo, že je žádoucí, aby bylo v této oblasti provedeno více takových poprav.
Na základě nepříznivého vývoje událostí kpt. Otisk usoudil, že partyzánský oddíl Jana Ušiaka je infiltrován agenty gestapa. Zklamán přístupem a nedostatečnou vojenskou úrovní jejich velení se rozhodl ukončit bojovou činnost a opustit úkryt na Samčance. Se svými muži přešel do Kunčic pod Ondřejníkem, kde se jen těsně vyhnul Operaci Tetřev.
Dne 12. listopadu zahynuli v Malé Bystřici na Santově hrdinskou smrtí radisté Vladimir Kolomackij a Saša Timošenková. Brigáda ztratila možnost spojení s Kyjevem až do ledna zůstala bez vrchního velení. Od 17. do 22. listopadu proběhla největší protipartyzánská operace v Protektorátu Operace Tetřev., která oddíl z oblasti Moravsko-Slezských Beskyd a Vsetínských vrchů vyhnala do nového prostoru Hostýnských a Vizovických vrchů.

## Organizace brigády
Po vyléčení u hajného Jana Křenovského a Jindřicha Tkáče v Podolánkách se 8. prosince Dajan Murzin potkal s Ivanem Petrovičem Stěpanovem. Místem byla paseka U Hlinských v Růžďce a Murzin se ujal velení brigády. Na druhý den jej velení brigády přivítalo v Bílové u Rajnochovic. Zástupcem se stal letec kpt. Petr Fjodorovič Buďko, náčelníkem štábu Vasilij Petrovič Nastěnko, politickým komisařem kpt. Stěpanov. Brigáda však již nepůsobila jako celek, ale v menších jednotkách až do osvobození na jaře 1945. Hlavní tři operační skupiny vedl Stěpanov, Buďko a Alexandr Dolinov a působily jistým způsobem samostatně. Proto je obtížné jednotně hodnotit partyzánskou činnost brigády, když po rozdělení jako jeden „vojenský“ útvar již nikdy nepůsobila. Jádro brigády se stále přesouvalo mezi Bystřicí pod Hostýnem, Holešovem, Valašským Meziříčím, Vsetínem, Vizovicemi a Valašskými Klobouky. Některé lokality musely během svého pobytu přerušovat činnost, aby nepřitahovaly pozornost bezpečnostních složek. Partyzáni se dostávali někdy do svízelných situací, když museli setrvat na určitých samotách delší dobu bez informací, přísunu potravin a museli se spoléhat na dobrovolnou, či nedobrovolnou pomoc občanů. Při své činnost došlo k mnoha omylům, nepodloženým rozsudkům a násilným incidentům včetně vražd osob podezřelých z kolaborace.

## Hlavní události štábu
Rozdělení do menších oddílů byl jedinou možností jak zajistit existenci a její bezpečnost v hustě osídleném prostoru. Celý prosinec byl kritickým obdobím brigády, která neměla dostatek zbraní, munice a potravin. Ještě 12. prosince velení nevědělo, že je Ušiak dávno mrtev. Celou dobu se veškerý domácí odboj potýkal s hustou sítí konfidentů, důvěrníků, zpravodajů a donašečů gestapa. Po zatčení významného velitele vsetínského odboje Josefa Sousedíka 15. prosince nastaly pro veškerý odboj nejen na Vsetínsku těžké časy, neboť hlavní informační síť a zásobování brigády bylo narušeno. Sousedík měl své lidi na telefonních ústřednách a odposlouchával hlášení policie i gestapa a tak kontroloval činnost vsetínského okresu. Díky těmto informacím se podařilo zachránit před zatčením mnoho osob a varovat partyzány před zásahy jednotek SIPO a Z.b.V. Oddíl Petra Buďka se později rozrostl o skupinu Alexandra Kotljarova, Nikolaje Kostina a Tomáše Polčáka z Prlova a Valentina Gábu ze Vsetína, který vytvořil oddíl Jonáš.
Oblíbený, uznávaný a vzdělaný Stěpanov díky jazykovým dovednostem a diplomatickými schopnostem, úspěšně navazoval kontakty s domácím odbojem a jeho diverzní akce byly podle německých policejních hlášení nejlépe promyšlené a provedené. Velitel Murzin se 12. ledna dostal do bojového střetu s německými hlídkami v Pozděchově. Byl zraněn střepinou z ručního granátu a poté jej raněného přemisťovali od Žáku v Prlově, k Řezníčkům do Seninky a Leskovce – Juříčkova bunkru a lazaretu kde se léčil.
Po druhém zranění Murzina bylo nutné štáb rozdělit a velení dvou praporů převzali Ivan Stěpanov, který měnil stanoviště a pobýval zejména na Tesáku, v Hošťálkové a Ratiboři. Petr Buďko působil v Uble u Vizovic, Jasenné, Prlově a Valašské Polance. Během ledna byl vydán zákaz přijímat další členy pro absolutní nedostatek zbraní a brigáda se soustředila na provádění sabotážních akcí. Počátkem ledna byla získána vysílačka a navázáno spojení s Kyjevem, ale radiostanice byla brzy opět ztracena. Největším destrukčním úspěchem vsetínské sekce bylo poškození spínací elektrické stanice ve Vsetíně dne 29. ledna, které vyřadilo dodávku elektřiny na týden pro větší část Vsetína a způsobilo přerušení výroby ve zbrojovce na čtyři dny. Dne 3. února 1945 německý státní ministr pro Čechy a Moravu K. H. Frank jmenoval do funkce inspektora ostrahy tratí na Moravě (Inspekteur des Höheren SS und Polizeiführer für die Streckensicherung in Mähren – S.S.M.) SS-Obersturmbannführera Lönholdta. Během února bylo odzbrojeno několik dalších menších zejména Maďarských posádek, což dokládá služební dálnopis Franka ze dne 23. února, kde si stěžuje na morálku a nedbalost maďarských vojáků.

## Stručná chronologie významnějších akcí okresu Vsetín a okolí
Přehled významnějších událostí a jejich časové údaje se i v odborné literatuře a vědeckých pracích liší a nejsou vždy doloženy z bohatého fondu zemského archivu v Brně. Počty zabitých okupantů nelze často doložit a upřesnit, protože německé hlášení uvádějí často jen zraněné, ale neuvádí počty osob, kteří na následky zemřeli. Číselné údaje partyzánů při přestřelkách jsou také odhadem a zprávami od místních obyvatel.

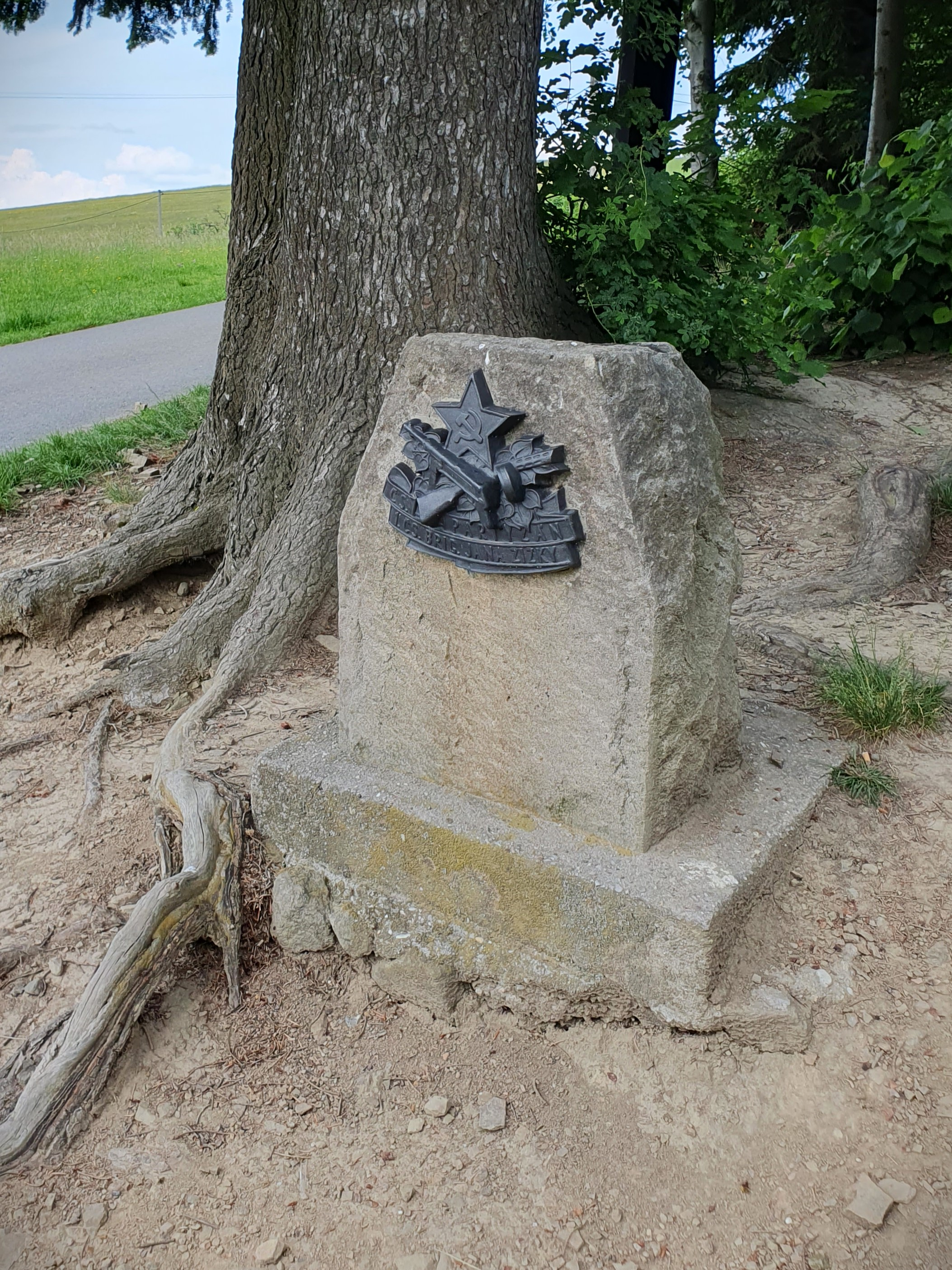
Pomník nad Trojákem u Hošťálkové na Vsetínsku

7. – 9. říjen rozdělení Murzinovy skupiny. 14. říjen nálet spojenců na stanoviště partyzánů pod Magurkou. 15. –16. říjen setkání s Wolframem. 22. říjen přepad SD Ruhsam chaty KČT pod Trojačkou 25.a 29. říjen přepad německých hlídek v Hovězí (30 mrtvých Němců) 27. říjen tragédie na pile v Ratiboři.
2.11. ztráta velitelů a poškození železnice v Růžďce 3.11. hrdinská smrt pod Kněhyní 6.11. přepad partyzánů na Bečvách (zahynulo 6 partyzánů). 9.11. poškození železnice mezi Lužnou a Valašskou Polankou, zisk munice. Popravy Růžďka, Kunovice, Dolní Bečva. 12.11. tragédie radistů na Santově ve stodole Josefa Štůska 16.– 22.11. operace Tetřev 22.11. přepad v Liptále zisk 2 těžkých kulometů 23.11. veřejné popravy v Čeladné, na Bečvách a ve Velkých Karlovicích (28.11. poškození silničního mostu u Vsetína) 29.11. další přepad v Liptále
14.12. výbuch na železničním mostě v Jablůnce (25 pušek, 36 granáty, bedna munice) Na konci prosince byl přepaden bunkr v Neubuzi a bylo ztraceno 500 kg trhavin. 5. leden přepad Maďarů Vlachova Lhota (5 samopalů,3 pušky) 12.1. partyzány zastřelen Josef Štůsek na Santově 18.1. německý přepad bunkru v Oznici (25.1. poškozen silniční most u Vsetína) 29.1.destrukce spínací stanice ve Vsetíně 31.1. výbuch nálože na mostě u Jablůnky.
4. únor společně s Belgičany přepadena Maďarská posádka a byly získány 3 lehké kulomety a 5000 nábojů, jeden ruský samopal, 25 karabin, 3 pistole, 36 ručních granátů, 1 pancerfaust. 8.2. tragédie partyzánů v Rajnochovicích (6 zahynulo, 4 zajati) 10.2. přepad v Kelči (3000 nábojů) 12.2. přepad Maďarů v Kašavě zabaveny zbraně 27.2. Stěpanovova skupina přepadla oddíl Vlasovců, kteří se vydávali za partyzány.
5.3. přepad maďarského trénu v Pozděchově. 6. března bezpečnostní oddíly provedly razii v Držkové, Lukově a Lukovečku. 8. 3. výbuch na silničním mostě Drahotuše. 15. března došlo k vojenské srážce na Prženských pasekách, kde zahynulo několik Němců. 18.3. přepad zásobovacího trénu v Horním Lidči (2 automaty, bedna nábojů). 25. března byl výsadkem získána radiostanice Míša II, zbraně a pět pytlů munice. 31. březen došlo k tragédii na Foukalově pile ve Fryštáku a druhý den přepadl Stěpanov četnickou stanici v Hošťálkové a promluvil v kinosále.
3. duben přepadení skladu v Pavlovicích (30 samopalů a 10 000 nábojů). 9. dubna došlo k přepadu zámečku v Loučce, zatčeno 23 vojáků, získán těžký kulomet, 3 bedny nábojů, 25 pušek, 120 pancerfaustů, 40 ručních granátů. 10. dubna tragédie na Čerňavě umírá Stěpanov. Na druhý den je popraveno 11 Sovětských fašistů pod Tesákem. 13. dubna přepaden Maďarský konvoj u Dřínů. 26. duben přepaden Maďarský zásobovací konvoj pod Tesákem.
1. květen vypuklo povstání v Přerově iniciativa oddílu Josef, Juraj a Tolstoj. 2. květen zahájeno osvobození Zlína. 3. květen ráno zahájeno osvobození Vizovic, umírá velitel Vasilij Lavriščev. Ve stejný den partyzáni zahajují povstání na Vsetíně. 4.5. osvobození Vizovic, Vsetína a Zlína.
Útoky proti vlakové dopravě a vojenským transportům
  16.10. Růžďka – Brňov
29.10. Kunovice – Loučka
1.11.1944  trať  Hranice – Valašské Meziříčí,  u Lešné
  2.11.1944  trať  Přerov – Horní Lideč
                   Hostašovice
                   Valašské Meziříčí – Vsetín – u Růžaky
  3.11.1944 Hulín – Říkovice
  9.11.1944 Lužná / Sirotin /
14.11.1944 Přerov – Brno,
                  Bílovice – Babice,
                  Brno – Veselí
16.11.1944 Valašská .Polanka
28.11.1944 Říkovice
  2.12.1944 Přerov – Břeclav
14.12.1944 Růžďka
  2. 1.1945  Lešná n. B.
  5. 1.1945 Jablůnka – cisterny .
  8. 1.1945 Milotice n. B.
10. 1.1945 Lipník n. B.
13. 1.1945 Lužná
17. 1.1945 Hulín – Přerov, u Břestu
19. 1.1945 Hustopeče n. B.
20. 1.1945 Radvanice / Př .
22  1.1945 Jablůnka / Maliňák /
23. 1.1945 Valašské Meziříčí – Vsetín ?
25. 1.1945 Bělotín – Hranice,
                most u Vsetína ?
25.1.1945 Horní Moštěnice / Jedlička /
26. 1.1945 Lhotka n.B.
30. 1.1945 Brňov
30. 1.1945 Růžďka
31. 1.1945 Moravská Ostrava – Hranice
 7. 2.1945 u Přerova – (Prosenice) / Jedlička /
  8. 2.1945 Přerov – Moravská Ostrava
16. 2.1945 Jablůnka
19. 2.1945 Hustopeče n. B.
23. 2.1945 Brňov
25. 2.1945 Morkovice – cisterny / OLGA /
  3. 3.1945 Prosenice, nákladní v lak
  4. 3.1945 Osek n. B.
  9. 3.1945 Horní Lideč – Půchov
                 Hovězí – Vsetín
10. 3.1945 Přerov – Moravská Ostrava
                 Bělotín – Bohumín
     3.1945 Bystřice p.H. – Valašské Meziříčí / Jedlička /u Komárna
12. 3.1945 Hustopeče n.B.
24. 3.1945 Lešná – Hustopeče n.B.
25. 3.1945 Hustopeče  n.B.
25. 3.1945 Lipník n. B:
29. 3.1945 Hranice – Moravská Ostrava, u Dubu
  2. 4.1945 Černotín Nezamyslice – Ivanovice
  2. 4.1945 Jablůnka – Vsetín
  5. 4.1945 Lomensko
  5. 4.1945 Uherský Ostroh
  5. 4.1945 Brno – Vlárský průsmyk /Kurú.
  8. 4.1945 Police / VM – + 1 M, 1 N z Jkdo-Jockart
  8. 4.1945 Černotín
10. 4.1945 Ptení
13. 4.1945 Vsetín – Jablůnka
16. 4.1945 Babice / VM
22. 4.1945 Horní Moštěnice
24. 4.1944 Brodek / Př .
29. 4.1945 Lhotka n.B.

## Seznam oddílů a skupin
Orientační seznam známých 31 hlavních oddílů, kteří byli registrováni po válce. Z původního seznamu bylo několik vyřazeno, např. Bílá Lvice na Ostravsku. Lokalizace jednotek není zcela pevná, některé měnily své působiště.
1. Velitelský štáb – kpt. Dajan Murzin, kpt. Ivan Petrovič Stěpanov, Vasilij Jakovlevič Gluščenko[Poz 18]
2. kpt. BUĎKO Petr Fjodorovič – Prlov, Ublo, Valašská Polanka
3. DOLINOV Alexander (+3.3.),[Poz 19] MOSKALENKO Piotr – Oznice, Mikulůvka, Brňov
4. OLGA – Vyškov, Kroměříž, Ždánický les, Chřiby – více viz Partyzánský oddíl Olga
5. KURINĚNKO Dimitrij (+9.4.) – největší skupina měla tři oddíly BOJKOVICE, SLAVKOV, KORYTNÁ – Suchá Loz
6. PRLOV – Polčák Tomáš, Lavriščev Vasilij
7. GANCARZ Alois – Jablůnka, Vsetín
8. PRO VLAST – Češek, Havlík, npor. Makejev – Hošťálková, Ratiboř
9. kpt. JERRY– KRAJČÍK Vladimír – Vsetín
10. PLOŠTINA – Kotljarov Alexander (+3.3.), Kostin Nikolaj (+23.3.), Slepcov Grigorij
11. JONÁŠ – Gába Valentín – Vsetín
12. LAŽA Josef – Hovězí-Huslenky, Horní Vsacko
13. DAŇA – Liptál
14. JEFREMOV Nikolaj – Rajnochovice, Chvalčov
15. ANDREJEVIČ Petr, kpt. – Kateřinice, Pržno
16. ZIMIN Fjodor – Lukov, Lukoveček, Držková
17. MÍŠA – Bubeníček Karel – Bystřice p.H., Rusava Podpůrné oddíly
18. ŽŮREK – Hošťálková
19. JANIŠ – Jablůnka
20. ŠVIDRNOCH – Jablůnka
21. MIKA – Liptál
22. TOMANEC – Nový Hrozenkov
23. ROŽNOV – Gába, Pala
24. OROL – Málek, Dvorník – Holešov
25. HORNÍ LAPAČ – ?
26. TOLSTOJ – Přerov, Kojetín
27. KSČ STARÉ MĚSTO – ?
28. JAN JISKRA z BRANDÝSA – Napajedla – ?
29. BOHUŠ – Luhačovice – ?

## Celkové hodnocení
Partyzánská brigáda Jana Žižky na Moravě byla největší partyzánskou skupinou v protektorátě, která měla provádět diverzní a sabotážní činnost. Zejména poškozování železničních tratí a mostů, ke kterým docházelo od 16. října 1944 do 20. dubna 1945. Brigáda shromažďovala také zpravodajské informace a svou přítomností zneklidňovala německé policejní složky, které také napadala a odzbrojovala. „Nelze zpochybnit lidské hrdinství všech, kteří nebyli ochotni snášet se skloněnou hlavou nástup nacismu, ačkoliv se mohli v klidu a relativním pohodlí dožít konce války. Lidí, kteří se rozhodli vyčlenit se z řad obyčejných lidí a stali se tím neobyčejnými.“ Sovětští vojáci, kteří utekli ze zajateckých táborů, museli bojovat a přidat se k partyzánům, protože Stalin neuznával zajatce a hrozil jim nejtvrdší postih. Desant z Kyjeva plnil také především hlavní politický úkol zahraničního komunistického odboje v Moskvě – existenci „vojenského odboje a velké osvobozenecké války Československa.“ Partyzáni brigády Jana Žižky se tak stali jedním z pilířů vznikající Národní fronty. Celkový význam a úspěchy brigády byly hned po válce neúměrně zveličovány nejen komunisty, ale i samotnými členy oddílu.
Je třeba uvést, že největší množství zbraní a munice byly získány během března a dubna 1945 po přepadech maďarských vojenských trénů. Brigáda ve svém vlastním propagačním materiálu v lednu i únoru uvádí : „Katastrofální nedostatek zbraní, munice, zákaz přijímat další členy.“ Některé ozbrojené části oddílu se aktivně podílely na boji za osvobození Zlína, Vsetína, Vizovic, Přerova a jiných měst a obcí nejen v regionu Valašska. Vzhledem k nevýhodným teritoriálním podmínkám v protektorátě, nebylo možné podle Murzina a jeho kolegů z území SSSR rozvíjet vojenskou činnost v týlu nepřítele takovým způsobem, jako na Ukrajině, v Rusku, Bělorusku, Polsku a Pobaltí. Zde se nacházel velký neosídlený prostor a bylo možné přepadat zásobovací konvoje bez rizika postihu obyvatelstva. Taktéž zásobování zbraněmi a materiálem bylo průběžné, pravidelné a armádou řízené. Vojáci tak nemohli plně využít svých získaných vojenských zkušeností a museli se přizpůsobit zcela novým a mnohem těžším podmínkám. V celém protektorátě bylo registrováno 5800 pracovníků a konfidentů gestapa! Což je na 6,5 milionu Čechů neuvěřitelný počet, který lze snad srovnat se situací v Belgii a části Francie. K tomu nezjistitelný ještě větší počet jejich důvěrníků, zpravodajů, donašečů a udavačů a obrovská síť specializovaných policejních složek. Nutné je také uvést, že velení oddílu mělo i v roce 1945 na četnických stanicích své informátory, některé musela uplácet, zejména zástupce hospodářské správy a údajně také gestapa.
Z původních asi 110–120 mužů, kteří přešli ze Slovenska, síla brigády postupně narůstala již během října, kdy se intenzívně připravovalo Valašské povstání proti fašismu a očekávaly se letecké dodávky zbraní prvního sledu. Po krachu Slovenského národního povstání se činnost odboje do konce roku utlumila a většina nových rekrutů byla vývojem hodně zklamána a opět se zapojila až na jaře. Brigáda postupně sílila, ale nejvíce narostla až v březnu a dubnu, kdy její počet narůstal lineárně. Největší skok v počtu nastal až v květnu, kdy její počet narostl exponenciálně, kdy se najednou vyrojilo tolik partyzánů o kterých nikdo nevěděl. Na konci války dosáhl počet víc než tisíc bojovníků, avšak jsou zde započítány také skupiny prakticky z celé východní, střední a jihovýchodní Moravy, které byly přiřazeny do počtu spíše z politických důvodů a nebyly pevně vojensky a centrálně organizované, stejně jako ostatní oddíly. Partyzánské hnutí nemělo standardní vojenskou organizační hierarchii a strukturu. Rámcově se sdružovala do praporů a čet, avšak prakticky vojenský systém neměla. Většina skupin nevedla přímý boj v terénu, ale byla v záloze a pomáhala zajišťovat nové úkryty polních oddílů, které musely měnit stanoviště. Zajišťovali jim trhaviny, rozbušky, potraviny, tabák, alkohol, léky, ošacení, obuv a další potřeby. Většina podpůrných oddílů chodila do zaměstnání a kontakt navazovala se štábem jednou až dvakrát za měsíc. Oddíly na Vyškovsku, Kroměřížsku a Uhersko-Brodsku působily v podstatě samostatně bez organizačního vlivu velitelského štábu. Poválečná zpráva mjr. Murzina uvádí 1 533 bojovníků, kteří měli zbraně, 304 padlých a popravených, 208 zraněných. Provedla okolo 43 destrukčních a přepadových akcí. Podle evidence k 5. květnu měla brigáda 1 229 členů se zbraní z toho 927 Čechů.
Všichni členové brigády nebyli oddáni myšlenkám socialismu a orientace na sovětský svaz a většina politické otázky neřešila a spojila se v jednu širokou frontu proti nacismu. Brigáda sdružila lidi různých politických, filozofických názorů a vyznání a různých národností. Bylo zde 257 občanů SSSR – Rusové, Ukrajinci, Bělorusové, ale také Tataři, Baškírci, Dagestánci, Uzbekové, Gruzínci, Kazaši, Moldavané, Tádžici, Ázerbájdžánci, Uzbekové. Malý počet 46 tvořili Poláci, Srbové, Angličané, Belgičani a také Maďaři, Rakušané a Němci. Ministerstvo obrany na základě zákona č.34/1946 Sb. vydalo 1116 partyzánských dekretů. Nutno podotknout, že počet členů navýšil tzv. partyzáni posledních dnů, nebo též květnoví partyzáni. Objevili se také „fiktivní partyzáni“, kteří získávali legitimace různými úplatky a podvodným způsobem, což kritizoval zejména velitel 2.čs.partyzánské brigády Viliam Žingor. Členové brigády nebyli vůči civilnímu obyvatelstvu vždy slušní a ohleduplní a v tvrdém boji s konfidenty a udavači gestapa, kteří je neustále pronásledovali museli často řešit existenční otázku každý den.  Bez aktivní a obětavé pomoci občanů zejména na horských osadách a samotách, by jejich nerovný boj nebyl vůbec možný. Velitel kpt. Dajan Bajanovič Murzin po válce navštívil naší republiku 22 krát a stal se čestným občanem 16 měst. Ve svých vzpomínkách na válku uvedl: „Lidé na Valašsku byli úplně zlatí a dali nám i to poslední co měli. Bez jejich pomoci bychom neměli proti Němcům žádnou šanci a válku bychom určitě nepřežili. Takový boj jaký jsme se naučili u nás, jsme zde použít nemohli a nelze tak tyto dvě odlišné činnosti vůbec srovnávat.“
Na památku činnosti 1. čs. partyzánské brigády Jana Žižky na Moravě, byl 2. května 1975 k 30. výročí osvobození od nacismu odhalen památník partyzána na státní hranici katastru Velkých Karlovic a Makova. Symbolizuje bojovníka, který odhazuje ruční granát a probíjí se ze Slovenska směrem na Moravu. Bronzová socha pochází z dílny akademického sochaře Josefa Malejovského a Bedřicha Hanáka. V roce 2014 byla městem Vsetín darována Makovu, protože se nachází na jeho pozemku a nebylo možné čerpat dotace na údržbu z Evropských fondů.
V Hostýnských vrších nedaleko vrchu Troják na hranici okresů Kroměříž, Vsetín a Zlín byl v roce 1981 bojovníkům 1. československé partyzánské brigády Jana Žižky postaven památník. V centrální evidenci válečných hrobů je památník evidován pod číslem CZE-7212-01143.